# Trobajo del Camino
Trobajo del Camino (anciennement Trobajo de Suso ou Trobajo de Arriba) est une localité du municipio (municipalité ou canton) de San Andrés del Rabanedo, dans la comarque de Tierra de León, province de León, communauté autonome de Castille-et-León, dans le Nord de l'Espagne.
C'est une halte sur le Camino francés du Pèlerinage de Saint-Jacques-de-Compostelle.

## Culture et patrimoine

### Pèlerinage de Compostelle
Sur le Camino francés du Pèlerinage de Saint-Jacques-de-Compostelle, on vient de la ville de León.
La prochaine halte est La Virgen del Camino.

## Sources et références
- (es) Cet article est partiellement ou en totalité issu de l’article de Wikipédia en espagnol intitulé « Trobajo del Camino » (voir la liste des auteurs).
- Grégoire, J.-Y. & Laborde-Balen, L. , « Le Chemin de Saint-Jacques en Espagne - De Saint-Jean-Pied-de-Port à Compostelle - Guide pratique du pèlerin », Rando Éditions, mars 2006,  (ISBN 2-84182-224-9)
- « Camino de Santiago St-Jean-Pied-de-Port - Santiago de Compostela », Michelin et Cie, Manufacture Française des Pneumatiques Michelin, Paris, 2009,  (ISBN 978-2-06-714805-5)
- « Le Chemin de Saint-Jacques Carte Routière », Junta de Castilla y León, Editorial